# 大河内貞綱
大河内 貞綱（おおこうち さだつな）
- 大河内氏の一族。大河内宗綱の子。大河内光将の父。系図によると大河内氏の祖である顕綱の玄孫に当たる。
- 戦国時代の人物。大河内氏の一族。

大河内 貞綱（おおこうち さだつな、? - 永正14年8月19日（1517年9月4日））は、戦国時代の武将。吉良氏の家臣。遠江引馬荘（現・静岡県浜松市）の代官。引馬城主。備中守と称す。弟は巨海道綱。後に幕臣となった大河内氏の系図には兄弟の名が載っておらず、系譜関係は不明である。なお、『応仁後記』では欠綱（かけつな）として登場する。

## 生涯
大河内氏は、南北朝時代から吉良氏の領地であった引馬荘の代官として派遣され、徐々に勢力を伸ばしていったらしい。室町時代の寛正年間に大河内兵庫助真家や大河内備中守入道道光らの名前が古文書に見られるが、いずれも貞綱の先祖と思われる。
遠江はかつて今川氏が守護職を相伝していたが、今川了俊の失脚に伴い、守護職は斯波氏へと交替した。斯波氏は同国守護代に甲斐氏を任じて領国経営を行ったが、了俊の子孫である遠江今川氏や、横地氏、勝間田氏といった奉公衆、大河内氏、飯尾氏に代表される吉良氏の勢力などが障害となり、支配は貫徹されなかった。やがて斯波氏当主が相次いで夭折し、斯波義敏と甲斐常治が対立すると（長禄合戦）、遠江の斯波氏家臣団も内訌を起こし、支配力はさらに低下した。応仁の乱が始まると隣国駿河の今川義忠が侵攻を開始し、飯尾長連がこれに呼応したことで遠江の吉良氏家臣団も内訌を起こすようになる。以後、遠江を巡り斯波氏と今川氏が直接戦闘を交えるようになる。
文亀元年（1501年）3月、斯波氏は斯波義寛の2人の弟・寛元、義雄らが遠江に出陣、信濃守護・小笠原貞朝と連合して今川軍に挑むが、朝比奈泰煕・伊勢宗瑞の兵に敗れる。この時、貞綱は斯波方の堀江下野守に味方して黒山城に立て篭もるが、7月中に落城、貞綱は逃亡し引馬荘代官職は親今川の飯尾賢連が起用された。その後、遠江の情勢を見て吉良氏は今川寄りとなり、今川氏親の三河侵攻にも協力するようになったが、根拠地を追われた貞綱は斯波氏と結び、あくまでも今川氏に抵抗する。
永正8年（1511年）10月、斯波義達は自ら遠江に出陣、三岳城を根拠に井伊直宗や貞綱と連合して攻勢に出る。信濃・三河・尾張の兵を率いた貞綱は翌年閏4月に引馬城を占拠、次いで堀江城を攻めるが失敗し、逆に朝比奈泰煕に攻められて永正10年（1513年）3月7日に降伏、吉良氏の助命嘆願により死は免れる。義達の本隊も敗れ尾張へ退却、井伊氏も今川氏に屈服した。
永正12年（1515年）、今川氏親が武田氏の内紛に介入し、甲斐に侵攻したのを好機ととらえた貞綱は翌永正13年（1516年）3月、三度挙兵し引馬城を占拠する。斯波義達も尾張から駆けつけ合流、引馬城に篭城する。これに対し氏親は永正14年（1517年）に武田信虎と和議を結ぶと、遠江に出陣、6月から引馬城攻撃を開始する。貞綱らは城を堅く守り、兵糧攻めにも屈しなかったが、安倍金山の金掘り衆によって城中の井戸の水源を抜かれたため力尽きた。8月19日、引馬城は陥落、貞綱・巨海道綱兄弟は自害した。
なお、斯波義達は出家し、尾張へ送還され、今川氏の遠江支配がようやく完成した。